# Денежная слобода
Де́нежная слобода́ — одна из московских слобод. Существовала в Москве в XV—XVII вв. в пределах современного района Арбат.
Денежная слобода, расположенная на месте современного Арбата, была населена денежниками — мастерами, чеканившими монеты. В Москве чеканка собственной монеты датируется концом XIV столетия, когда правил великий князь Дмитрий Донской. Детальных сведений о чеканке монет в то время и о слободе, где жили денежники, не сохранилось. Относительно подробные сведения о них имеются в документах, датируемых XVII веком. Как писал К. А. Аверьянов, среди населения Денежной слободы, кроме чеканщиков монет, также были подметчики, резальщики, тянульщики, отжигальщики. Все они принимались на Денежный двор из вольных и торговых людей. Кандидат в мастера Денежного двора должен был принести присягу в добросовестной работе, а также предоставить поручительство посторонних лиц, которые бы гарантировали его честность. По свидетельству Григория Котошихина, мастеров-чеканщиков во время работы осматривали нагими, чтобы исключить кражу монет или наличие меди, олова и свинца, которые могли добавлять в серебряные монеты.